# Monium
Monium es un género de plantas herbáceas perteneciente a la familia de las poáceas. Es originario del oeste de África.
Algunos autores lo incluyen en el género Anadelphia.

## Especies
| - Monium congestum - Monium funereum - Monium macrochaetum - Monium monianthum - Monium rufum - Monium trepidarium - Monium trichaetum |